# Untermensch

Untermensch (pluriel : Untermenschen), littéralement « sous-homme », est un terme utilisé par les nazis pour décrire des « êtres inférieurs » non aryens, souvent qualifiés de « hordes de l'Est », c'est-à-dire les Juifs et les Slaves — principalement les Polonais, les Serbes et les Russes,. Le terme s'est également appliqué aux Noirs, aux mulâtres et temporairement aux peuples finno-ougriens,. Les Juifs devaient être exterminés dans la Shoah, ainsi que les Roms et les handicapés physiques et mentaux,. Selon le Generalplan Ost, la population slave ou juive de l'Europe centrale devait être éliminée, soit par des massacres comme la Shoah, soit par des expulsions massives vers l'Asie ou par la réduction au statut d'esclaves, conformément à la politique raciale nazie.

## Origine
Le terme de « sous-homme » est utilisé pour la première fois en 1922 par l'auteur américain et membre du Ku Klux Klan Lothrop Stoddard dans le titre de son livre  The Revolt Against Civilization: The Menace of the Under-man (en français : La révolte contre la civilisation : la menace du sous-homme). Stoddard désigne ainsi ceux qu'il juge incapables de fonctionner dans la civilisation, qu'il attribue généralement (mais en partie seulement) à des causes raciales. Le terme a ensuite été adopté par les nazis à partir de la traduction allemande de ce livre sous le titre Der Kulturumsturz: Die Drohung des Untermenschen (1925).
L'idéologue nazi Alfred Rosenberg attribue à Stoddard le concept de l'Européen de l'Est en tant que « sous-homme » : se référant aux communistes russes, il écrivait dans son Der Mythus des 20. Jahrhunderts (Le Mythe du vingtième siècle), en 1930 : « pour un être que Lothrop Stoddard désignait justement comme un « sous-homme » ». Citant Stoddard : « Le sous-homme - l'homme qui mesure selon les normes de capacité et de capacité d'adaptation imposées par l'ordre social dans lequel il vit. »
Il est possible que Stoddard ait construit son « sous-homme » à l'opposé du concept d'Übermensch (surhomme) de Friedrich Nietzsche. Stoddard ne le dit pas explicitement, mais il se réfère de manière critique à l'idée de « surhomme » à la fin de son livre.
Le mot allemand Untermensch existait déjà auparavant, mais dans un sens non racial. Par exemple, le poète romantique Jean Paul l'utilise dans son roman Hesperus (1795) à propos d'un orang-outang, au chapitre 8.  Nietzsche emploie Untermensch dans Le Gai Savoir (1882), mais pour désigner des créatures mythologiques semi-humaines,  à côté de nains, de fées, de centaures...
Theodor Fontane oppose le couple de mots Übermensch/Untermensch au chapitre 33 de son roman Der Stechlin (1899). En 1940, le philologue Victor Klemperer, qui publiera plus tard l'ensemble de ses réflexions dans la Lingua Tertii Imperii, note à ce propos dans son Journal :

« Je trouve dans Der Stechlin, chapitre 33 (page 342) : "Maintenant, au lieu de l’homme réel, on a établi ce qu’on appelle le surhomme. En fait, il n’y a plus que des sous-hommes..." La plupart des néologismes existent parfois bien avant leur invention. (Je suppose que Fontane non plus n’a pas inventé le "sous-homme", l’équivalent du surhomme était dans l’air.) Mais cela n’empêche pas leur nouveauté. Ils sont nouveaux au moment où ils apparaissent et sont d'actualité en tant qu’expression d’un nouvel état d’esprit ou d’un nouveau fait. En ce sens, le sous-homme est un mot spécifique et nouveau dans la langue du Troisième Reich. »

## Propagande nazie
Dans un discours prononcé devant le Parlement régional bavarois en 1927, le propagandiste nazi Julius Streicher, éditeur de Der Stürmer, utilise le terme Untermensch, faisant référence aux communistes de la République soviétique bavaroise allemande :

« C'est arrivé à l'époque de la République soviétique [bavaroise]: lorsque les sous-hommes déchaînés ont assassiné dans les rues, les députés se sont cachés derrière une cheminée du Parlement bavarois. »

Les nazis ont utilisé à maintes reprises le terme Untermensch dans des écrits et des discours dirigés contre les Juifs, l'exemple le plus notoire étant une publication SS de 1942 intitulée Der Untermensch, qui contient une tirade antisémite parfois considérée comme un extrait d'un discours de Heinrich Himmler. Dans la brochure « La SS en tant qu'organisation combattante anti-bolchéviste », publiée en 1936, Himmler écrivait :

« Nous veillerons à ce que plus jamais en Allemagne, au cœur de l'Europe, la révolution juive-bolchéviste de sous-hommes ne puisse se rallumer ni de l'intérieur ni par le biais d'émissaires de l'extérieur. »

Dans son discours « Welt Gefahr des Bolschewismus » (« Le danger mondial du bolchevisme ») en 1936, Joseph Goebbels a déclaré que « des sous-hommes existent dans chaque peuple en tant qu'agent levant ». Lors du rassemblement du congrès du parti nazi à Nuremberg en 1935, Goebbels déclare également que « le bolchevisme est la déclaration de guerre des sous-hommes internationaux dirigés par des juifs contre la culture elle-même ». 
Un autre exemple d'utilisation du terme Untermensch, cette fois-ci en liaison avec la propagande antisoviétique, est une brochure intitulée « Der Untermensch », éditée par Himmler et distribuée par le Bureau pour la race et le peuplement. Les SS Obersturmführer Ludwig Pröscholdt, Jupp Daehler et le SS-Hauptamt-Schulungsamt Koenig sont associés à sa production. Publié en 1942 après le début de l’opération Barbarossa, l’invasion de l’Union soviétique par l’Allemagne, il compte environ 50 pages et contient pour la plupart des photos représentant une image extrêmement négative de l’ennemi. Il a été traduit en grec, français, néerlandais, danois, bulgare, hongrois, tchèque et sept autres langues. La brochure dit ce qui suit :

« Juste comme la nuit se lève contre le jour, la lumière et les ténèbres sont en conflit éternel. Il en va de même pour le sous-homme, le plus grand ennemi de l'espèce dominante sur Terre, l'humanité. Le sous-homme est une créature biologique, fabriquée par la nature, qui a des mains, des jambes, des yeux et une bouche, même un semblant de cerveau. Néanmoins, cette terrible créature n’est qu’un être humain partiel.
Bien qu'il présente des caractéristiques similaires à celles de l'homme, le sous-homme est plus faible sur le plan spirituel et psychologique que n'importe quel animal. À l'intérieur de cette créature se trouvent des passions sauvages et débridées: un besoin incessant de détruire, rempli des désirs les plus primitifs, du chaos et de l'infamie de sans-cœur.
Un sous-homme et rien de plus!
Tous ceux qui paraissent humains ne le sont pas tous. Malheur à celui qui l'oublie!
Les mulâtres et les barbares finno-asiatiques, les gitans et les peaux noires sauvages font partie de ce monde souterrain moderne de sous-hommes toujours dirigé par l'apparence de l'éternel juif. »

## Catégories sous-humaines

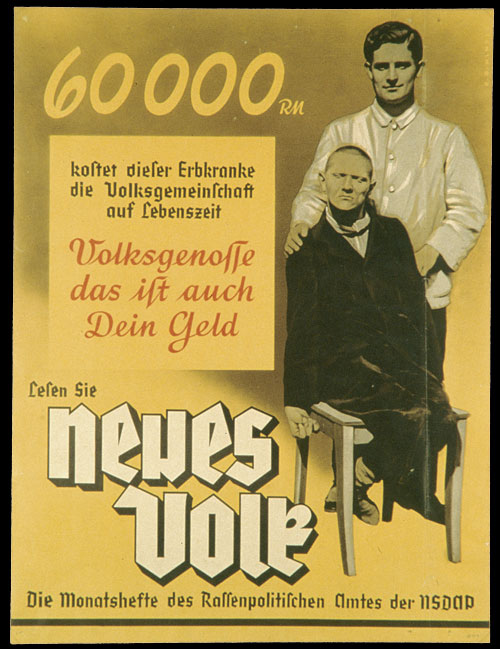
Cette affiche de 1938 indique : 60 000 Reichsmark, c’est ce que la vie de cette personne souffrant d’une tare héréditaire coûte à la communauté populaire. Chers concitoyens, c’est aussi votre argent. Lisez le Neues Volk, le mensuel du Rassenpolitisches Amt du NSDAP.

Les nazis ont classé ceux qu'ils appelaient les sous-humains en différents types ; ils accordent la priorité à l'extermination des Juifs et à l'exploitation des autres en tant qu'esclaves. 
L'historien Robert Jan van Pelt (en) écrit que pour les nazis, « ce n’était qu’un petit pas en avant dans une rhétorique opposant l’Européen Mensch contre l’Untermensch soviétique, qui était devenu un Russe dans les griffes du judéo-bolchevisme. ». 
Le concept d'Untermensch incluait les Juifs, les Roms et les Sintés (Tsiganes) et les peuples Slaves. Les Slaves étaient considérés comme des Untermenschen, à peine aptes à être exploités comme esclaves. Adolf Hitler et Joseph Goebbels les ont comparés à la « famille des lapins » ou à des « animaux robustes » qui étaient « inactifs » et « désorganisés » et se propageaient comme une « vague de saleté ». Cependant, certains parmi les Slaves qui présentaient des traits raciaux nordiques étaient réputés être d'origine lointaine germanique, ce qui signifiait une origine partiellement « aryenne » et, s'ils avaient moins de 10 ans, ils devaient être germanisés.
Avant même la Seconde Guerre mondiale, les Slaves, en particulier les Polonais, étaient réputés inférieurs aux Allemands. Après que Adolf Hitler eut accédé au pouvoir, le concept de « matériel esclavagiste sous-humain » non aryen a été utilisé pour les autres peuples slaves. Peu après la rupture du Pacte germano-soviétique, les Russes ont été assimilés à la « race sous-humaine », de même que les Biélorusses, les Tchèques, les Slovaques et les Ukrainiens, malgré la collaboration effective de certains ces peuples. Néanmoins, des Slaves tels que des Bosniaques, des Bulgares et des Croates collaboraient avec l'Allemagne nazie tout en restant perçus comme insuffisamment « purs » pour atteindre le statut de peuples germaniques. Malgré tout, ils ont fini par être jugés racialement supérieurs aux autres Slaves, en raison de théories pseudo-scientifiques sur des quantités minimales de gènes slaves et des mélanges de sang germanique et turc,.
Afin de forger une alliance stratégique avec l’État indépendant de Croatie - État fantoche créé après l’invasion de la Yougoslavie - et le royaume de Bulgarie, les nazis ont dû s'écarter d’une interprétation stricte de leur idéologie raciale et les Croates ont été officiellement décrits comme « plus germaniques que slaves », idée soutenue par le dictateur fasciste croate Ante Pavelić qui a affirmé que les « Croates étaient des descendants des anciens Goths » et « que l'idée panslave leur avait été imposée de manière artificielle ». Cependant, le régime nazi a continué à classer les Croates dans la catégorie des « sous-hommes » malgré l'alliance. Hitler a estimé que les Bulgares étaient d'origine turkmène, et qu'il est selon lui, « un pur non-sens de donner l'étiquette slave aux Bulgares ».
Alors que les nazis mettaient en œuvre une politique incohérente - par exemple, en appliquant principalement la solution finale tout en appliquant également le Generalplan Ost - le bilan des morts se chiffrait en dizaines de millions de victimes. Le concept de « vie indigne d'être vécue », terme plus spécifique, se référait initialement aux handicapés mentaux euthanasiés lors de l'Aktion T4 puis a servi à l'extermination des Juifs.
Dans la directive n° 1306 du 24 octobre 1939 du ministère de l'Éducation du peuple et de la Propagande du Reich, le terme « Untermensch » désigne l'ethnie et la culture polonaises :

« Il faut que tout le monde en Allemagne, même jusqu'à la dernière laitière, comprenne que la Polonité est égale à la sous-humanité. Les Polonais, les Juifs et les Gitans sont au même niveau inférieur. Cela doit être clairement défini [...] jusqu'à ce que chaque citoyen allemand ait codé dans son subconscient que chaque Polonais, qu'il soit ouvrier ou intellectuel, doit être traité comme une vermine". »

Des cours de biologie dans des écoles allemandes nazies ont enseigné les différences entre la race nordique allemande « Übermenschen » et les « ignobles » juifs et slaves « sous-hommes ». L'opinion selon laquelle les Slaves étaient des sous-hommes était répandue parmi les masses allemandes et s'appliquait principalement aux Polonais. Elle continue à trouver un soutien après la guerre.

## La Seconde Guerre mondiale
Au cours de la guerre, la propagande nazie a enjoint aux officiers de la Wehrmacht d’ordonner à leurs soldats de cibler les personnes qualifiées de « sous-hommes bolcheviques juifs » et affirmé que la guerre en Union soviétique opposait les Allemands aux Juifs, aux Tsiganes et aux Slaves Untermenschen,.
Le 16 février 1943, Heinrich Himmler a ordonné de détruire le ghetto de Varsovie qui, selon lui, constituait un « espace de vie » pour 500 000 sous-hommes.
Pour résoudre de façon pragmatique la pénurie de personnel militaire, les nazis ont eu recours à des soldats de certains pays slaves, en premier lieu des alliés du Reich, la Croatie et la Bulgarie, ainsi que dans les territoires occupés. Le concept d'Untermenschen slaves servait les objectifs politiques des nazis. Il a été utilisé pour justifier leur politique expansionniste et en particulier leur agression contre la Pologne et l'Union soviétique afin de réaliser le Lebensraum (« espace vital »), en particulier en Ukraine. Les premiers plans du Reich allemand (résumés sous le nom de Generalplan Ost) prévoyaient le déplacement, l'esclavage et l'élimination de pas moins de 50 millions de personnes, jugées impropres à la germanisation, des territoires qu'ils voulaient conquérir en Europe ; Le sol d'Ukraine (appelé tchernozem, se traduisant terre noire ) était considéré comme une zone particulièrement propice à la colonisation par la Herrenvolk (« race supérieure »).